# Ласло, Эрвин
Э́рвин Ла́сло (венг. László Ervin; родился 12 июня 1932, Будапешт) — венгерский философ

, интегральный теоретик и классический пианист. Ласло является основателем и руководителем Будапештского клуба и Исследовательской группы общей эволюции, редактором Журнала общей эволюции, инициатором создания Международной академии системных исследований, почётным доктором ряда университетов Америки, Канады, Финляндии, Кореи и Японии. Его авторству принадлежит около 75 книг и 400 статей, изданных на 19 языках. Женат, имеет двух сыновей (один из которых — Александр Ласло — также занимается системными науками).

## Биография

### Детство и юность
Эрвин Ласло родился в Будапеште (Венгрия) в 1932 году. Уже в возрасте пяти лет раскрылся его музыкальный талант, а в семь лет он начал обучаться музыке в Музыкальной академии Ференца Листа под руководством знаменитого композитора и музыкального педагога Эрнста фон Донаньи. Ласло успешно дебютировал в возрасте девяти лет в Будапештской филармонии, после чего был признан как один из вундеркиндов своего времени. После перерыва, вызванного осадой Будапешта в конце Второй мировой войны, Ласло продолжил свою международную музыкальную карьеру, получив второй приз на Международном конкурсе исполнителей в Женеве в 1947 году по классу пианино и на Нью-Йоркском конкурсе дебютантов несколько месяцев спустя. В возрасте пятнадцати лет он был провозглашён нью-йоркскими критиками как музыкант, который имеет всего несколько подобных себе по уровню исполнения среди пианистов любого возраста. Из статей в «LIFE», «Time», «Newsweek» и других национальных и международных изданиях известно, что в этот период Ласло обосновался в Нью-Йорке и оттуда совершал туры с концертами по странам мира.

### Начало научной карьеры
Вспоминая о начале своей научной деятельности, Ласло пишет:

Я истратил сорок четыре года своей жизни в поисках знания, через науку. Я начал эти поиски весной 1959 года, вскоре после рождения моего первого сына. До того времени мой интерес к философским и научным вопросам был не более, чем хобби — я путешествовал по миру как музыкант, и никто — даже я — не подозревал, что это станет чем-то больше, чем интеллектуальное времяпрепровождение. Но мой интерес к этим вопросам рос, и поиски, начавшиеся в 1959 году, превратились в мою основную деятельность.

### Прочее
Профессор, доктор философии, почётный доктор ряда университетов, руководитель программы в Институте ООН по обучению и исследованиям, ректор Венской академии футурологии, основатель Международной академии системных исследований. Последнее детище профессора Ласло — объединение выдающихся учёных, артистов, писателей, общественных и религиозных деятелей в Будапештский клуб, неформальную, неправительственную ассоциацию, борющуюся за сохранение окружающей среды, занимающуюся судьбами мира и грядущих поколений.
Страстный любитель музыки, он профессионально владеет искусством игры на фортепьяно, выпустил серию из 6-ти дисков с записью своего исполнения на фортепьяно классических произведений.
Обладатель самой высокой степени в философии и гуманитарных науках в университетах Сорбонны и Парижа, диплома музыканта-исполнителя в Академии Ференца Листа в Будапеште, в числе его многочисленных призов и наград четыре Почётных Докторантуры.
Основные научные интересы: философия, эстетика, системный анализ, экология.
Др. Э. Ласло признается как основатель философии систем и теории общей эволюции.
Необычная карьера Эрвина Ласло включает в себя музыку, философию, науку, футурологию и мировые проблемы.
В этот период у Ласло вновь проявляется и усиливается интерес к вопросу о смысле жизни и судьбах общества, привитый ему ещё в детстве его дядей, философом из Будапешта. Это побудило его к систематическому изучению этой области знаний, чтению книг по этой тематике и посещению курсов и семинаров в Нью-Йоркском Колумбийском Университете (New York’s Columbia University) и в Новой Школе для Социальных Исследований (New School for Social Research). Его обширные знания в этой области стали предметом написания им заметок по этой теме, с которыми он не расставался даже во время концертных туров. Однажды в ходе случайной беседы во время обеда после успешного концерта в Гааге в 1961 году, его собеседник проявил огромный интерес к идеям Ласло, взял заметки с собой для ознакомления, но уже на следующее утро явился с предложением издать их — как оказалось, это был редактор отдела философии знаменитого голландского издательства Мартинус Нейхоф. Публикация этих заметок два года спустя явилась поворотным моментом в судьбе Ласло.  Его пригласили в Университет Института Фрибура восточноевропейских Исследований, и после издания им двух книг и многочисленных отчётов о проведённых им исследованиях Ласло получил приглашение провести год в Отделе Философии в Йельском Университете.
Его научные интересы сосредоточились на глобальных вопросах науки и философии, в особенности о происхождение космоса и природы, о происхождении жизни, об управлении развитием жизни и сознания и значении изменений и преобразований, которые мы сегодня наблюдаем в культуре и цивилизации.
В 1963 году, после его успешного доктората (Doctorat d’Etates-Lettres et Sciences Humaines) в Сорбонне, в котором он проводит комплексный анализ ситуации в послевоенном мире, Ласло окончательно признаётся в академическом мире как учёный.
В Йельском университете Ласло читал курс лекций по общей теории систем. Затем, после встречи с Берталанффи, начал разрабатывать свою оригинальную работу «Введение в Философию Систем», с которой в дальнейшем стали связывать его имя. Регулярно приглашался для чтения лекций в различных престижных американских университетах, включая государственный университет Нью-Йорка, Центре Международных Исследований Принстона. Проведённый им семинар в школе «Woodrow Wilson School» привлек внимание основателя Римского Клуба Печчеи Аурелио, который пригласил Ласло сделать доклад в клубе, по теме его исследований. В результате своих исследований в 1977 году Ласло опубликовал доклад «Общие Цели Человечества», затем третий генеральный доклад для Римского Клуба, как личный трактат «Внутренние Пределы Человечества».
Для продолжения исследований в этом направлении др. Ласло был приглашён в Учебный и научно-исследовательский институт ООН (UNITAR) и назначен руководителем исследований Института над Новым Международным Экономическим Заказом. В роли директора проекта Ласло проработал 7 лет в штаб квартире ООН в Нью-Йорке, являясь директором пятнадцати проектов в Новом Международном Экономическом Заказе и ещё шести проектов в Региональном и Межрегиональном Сотрудничестве.
Закончив эти проекты в середине 80-х, Ласло решил отдохнуть в своем отреставрированном средневековом сельском доме в Тоскане и спокойно проанализировать свой новый опыт в академическом мире и в Организации Объединённых Наций перед возвращением к университетской работе.
В 1987 году вышла книга «Великий Синтез», которая была очень скоро переведена на итальянский, немецкий, испанский, французский, китайский и португальский языки. Это сопровождалось заявлением его эволюционных взглядов на современное общество в новой книге «Возраст Раздвоения», вызвавшей споры и обсуждения. Вдохновляя значительные дебаты и обсуждение, она появилась на русском и турецком языке в дополнение ко всем предыдущим языкам. Для чтения лекций и продолжения исследований Ласло часто посещал США, Японию, Китай, различные места в Европе, Университет Организации Объединённых Наций, недавно сформированный европейский консорциум Исследования Воздействия Культуры.
В 1993 году, когда Ласло был одним из двух пленарных спикеров на Конгрессе Третьего мира Мировой Федерации Венгров (другим был известный учёный-ядерщик Эдвард Теллер), он предложил, чтобы Венгрия, не обладающая экономической и военной силой, но как реальная сила в области науки, искусства и культуры, прекратила своё участие в международном клубе «Художников и литераторов» ('Artist’s and Writer’s Club') как дополнение Римского Клуба, но создала свой клуб с акцентом на безотлагательность внедрения нового ответственного планетарного мышления, новых ценностей и более глубокой личной и профессиональной ответственности. Венгерское правительство ответило предложением создать секретариат международной организации, которая должна была стать известной как Клуб Будапешта.
В 1993 году Э. Ласло становится основателем и президентом Будапештского клуба. В 1998 году Дэвид Лойе издал сборник эссе в честь Эрвина Ласло.
Ласло является действительным членом Международной Академии Наук, Всемирной Академии Искусств и Наук, и Международной Академии Философии.

## Научная деятельность

### Теория поля Акаши
В 2004 году Эрвин Ласло издал книгу «Наука и поле Акаши: интегральная теория всего» (англ. Science and the Akashic Field: An Integral Theory of Everything), в которой выдвинул оригинальную гипотезу происхождения Вселенной, жизни и сознания. Согласно этой гипотезе, в основе мира лежит информационное (англ. in-formation) поле, для именования которого Ласло использует санскритский и ведийский термин «Акаша» — пустота. По Ласло, квантовый вакуум является энергетическим и информационным полем, которое включает в себя не только нашу Вселенную, но и все вселенные в прошлом и настоящем (Метавселенную).
Ласло полагает, что существование информационного поля способно объяснить, почему во Вселенной возможна сознательная жизнь (см. антропный принцип), и почему эволюция является целенаправленным, а не случайным, процессом. Также он считает, что его гипотеза решает ряд проблем квантовой физики, в частности, нелокальности и квантовых переплетений.

### Макрошифт
В ряде своих книг Ласло показывает, что существует два варианта развития событий, в связи с системным кризисом, охватывающим весь мир. Первый — всеобщая катастрофа и децентрализация, ведущая к росту неравенства и новой гонке вооружений. Второй — глобальный прорыв под руководством негосударственных международных организаций.
Макрошифт определяется как массовое движение, которое сможет повернуть ситуацию от всеобщей катастрофы к всеобщему прорыву. Ласло рассматривает период 2012-2020 как критическое время для предстоящей трансформации.

## Общественная деятельность
Эрвин Ласло выступил инициатором проведения Мирового дня планетарного сознания (20 марта), Мирового дня планетарной этики (22 сентября), Мирового дня медитаций и молитв о мире (20 мая).

## Награды и признание
- Международная премия мира Мандир (англ. International Mandir of Peace Prize, 2005)
- Японская премия мира (англ. the Goi Peace Prize of Japan, 2001)[13].
- Почётный доктор университетов Америки, Канады, Финляндии, Кореи и Японии.

## Цитаты
- «Концепция тонко взаимосвязанного мира, нашёптывающего пруда, в котором и посредством которого мы тесно связаны друг с другом и с Вселенной, усвоенная нашим интеллектом и принятая нашим сердцем, — это часть общечеловеческого отклика на тот вызов, перед лицом которого мы теперь оказались»[14].
- «Обязательно ли, что выживет сильнейший — не может ли случиться так, что выживут наиболее мудрые и наиболее охотно сотрудничающие с остальными?»[15].
- «Историческая задача великих религий состояла в постижении и провозглашении духовного аспекта мира и в ознакомлении верующих с его значением. В дальнейшем развитии религии, постижение духовного аспекта могло бы привести к представлению о самоупорядочивающемся космосе»[16].

### Список произведений
- Essential Society: An Ontological Reconstruction (artinus Nijhoff, The Hague, 1963)
- System, Structure and Experience: Toward a Scientific Theory of Mind (Gordon & Breach, New York and London, 1969).
- Introduction to Systems Philosophy: Toward a New Paradigm of Contemporary Thought (Gordon & Breach, New York and London, 1972)
- The Systems View of The World: The Natural Philosophy of the New Developments in the Sciences (George Braziller, New York; Doubleday Canada, Toronto, 1972)
- Evolution: The Grand Synthesis (New Science Library, Shambhala, Boston and London, 1987)
- The Age of Bifurcation: The Key to Understanding the Changing World (Gordon & Breach, New York and London, 1991).
- The Interconnected Universe: Conceptual Foundations of Transdisciplinary Unified Theory (World Scientific, Singapore and London, 1995).
- The Systems View of the World: A Holistic Vision for Our Time (Hampton Press, 1996)
- The Whispering Pond: A Personal Guide to the Emerging Vision of Science (Element Books, Ltd., 1996)
- Evolution: The General Theory (Hampton Press, 1996)
- The Connectivity Hypothesis: Foundations of an Integral Science of Quantum, Cosmos, Life, and Consciousness (State University of New York Press, 2003)
- You Can Change the World: The Global Citizen’s Handbook for Living on Planet Earth: A Report of the Club of Budapest (Select Books, 2003)
- Science and the Akashic Field: An Integral Theory of Everything (Inner Traditions International, 2004)
  - Теория целостности Вселенной: Наука и поле акаши = Science and the Akashic Field: An Integral Theory of Everything. — СПб.: Весь, 2011. — 160 с. — (Квантовая магия). — 1,000 экз. — ISBN 978-5-9573-1940-5.
- Science and the Reenchantment of the Cosmos: The Rise of the Integral Vision of Reality (Inner Traditions, 2006)
  - Наука и возрождение магии космоса: Целостное видение реальности (ИГ Весь, 2011)
- The Chaos Point: The World at the Crossroads (Hampton Roads, 2006)
- Quantum Shift in the Global Brain: How the New Scientific Reality Can Change Us and our World [Rochester VT: Inner Traditions, 2008]
- The Akashic Experience: Science and the Cosmic Memory Field (Inner Traditions, 2009)
- Simply Genius! (Hay House, 2011)
- Макросдвиг: К устойчивости мира курсом перемен (Тайдекс Ко, 2004)

### Книги и эссе на русском
- - Э. Ласло, М. Лайтман, Вавилонская башня. Последний ярус, М. 2011, ISBN 978-5-91072-039-2
- Век бифуркации: постижение изменяющегося мира (недоступная ссылка)
- Шепчущий пруд (недоступная ссылка)
- Революция сознания. Трансатлантический диалог (в соавторстве с С. Гроф и П. Расселом) (недоступная ссылка)
- Вавилонская башня — последний ярус (в соавторстве с М. Лайтманом)
- Жить при многообразии культур
- Мое видение Европы
- Основания трансдисциплинарной единой теории
- Пути, ведущие в грядущее тысячелетие
- Путь к обрыву
- Современные мифы

### Интервью
- Will Spring and Summer No Longer Come?
- Macroshift: Evolving with Technology

### Видео
- Ervin Laszlo on 2012
- Sustainable transformation: An Interview with Ervin Laszlo
- My way to Worldshift

### Цитируемость
- Google Scholar

### Критика
- David Wasdell. Global Transformation?
- Lothar Schäfer. A Response to Ervin Laszlo: Quantum and Consciousness